# Ракаускас, Казимерас Альфонсович
Казимерас Альфонсович Ракаускас (лит. Kazimieras Rakauskas; 1926 — 1997) — советский хозяйственный, государственный и политический деятель, Герой Социалистического Труда.

## Биография
Родился в 1926 году. Член КПСС с 1949 года.
С 1937 года — на хозяйственной, общественной и политической работе. В 1937—1986 гг. — работник в хозяйстве родителей, батрак, заместитель председателя, председатель правления райпотребсоюза, председатель колхоза имени К. Пожелы, председатель колхоза «Чуленай» Молетского района Литовской
ССР.
Указом Президиума Верховного Совета СССР от 27 декабря 1976 года присвоено звание Героя Социалистического Труда с вручением ордена Ленина и золотой медали «Серп и Молот».
Избирался депутатом Верховного Совета СССР 9-го созыва.
Жил в городе Молетай (Литва). Умер в 1997 году.